# Heinrich Waldmann
Heinrich Maria Waldmann  (* 28. Februar 1811 in Niederorschel; † 5. Januar 1896 in Heiligenstadt) war katholischer Priester, Lehrer, Heimatforscher und Politiker.

## Leben
Waldmann war der Sohn des Försters Ernst Wilhelm Waldmann und der Anna Maria Süßmann und besuchte das Gymnasium in Heiligenstadt. Er studierte Theologie und Philologie in Paderborn und empfing hier 1840 die Priesterweihe.
Er war von 1840 bis 1858 Lehrer und danach bis 1873 Oberlehrer am katholischen Gymnasium in Heiligenstadt. Er war außerdem Heimatforscher und Verfasser lokalgeschichtlicher Arbeiten. So schrieb er 1864 Eichsfelder Gebräuche und Sagen. Auch veröffentlichte er 1856 eine erste Zusammenstellung von regionalen Flurnamen.
Während der Revolution von 1848/49 war er Abgeordneter in der Frankfurter Nationalversammlung. Er vertrat den Wahlkreis Provinz Sachsen 23 (Heiligenstadt, Worbis) im Parlament. Waldmann gehörte der Fraktion Casino an und wählte Friedrich Wilhelm IV. zum Kaiser der Deutschen. Als Abgeordneter nahm er auch am ersten Treffen des Katholischen Vereins Deutschland teil, aus dem später das Zentralkomitee der deutschen Katholiken hervorging.

## Schriften (Auswahl)
- Andeutungen über die Verantwortlichkeit der Schule für das sittliche Gedeihn ihrer Zöglinge. [Schulprogramme Heiligenstadt Gymnasium], Heiligenstadt: Dölle & Brunn 1845.
- Der Hülfensberg und Geismar (= Kirchengeschichtliche Untersuchungen, Teil 1: Programm des Königl. Gymnasiums zu Heiligenstadt für das Jahr 1852), Heiligenstadt: Dölle & Brunn 1852.
- Die Ortsnamen von Heiligenstadt (Kgl. kathol. Gymn. Heiligenstadt, Progr. 1856), Heiligenstadt: Dölle & Brunn 1856.
- Über den thüringischen Gott Stuffo. Eine Untersuchung der ältern Geschichte des Hülfensberges, eines berühmten Wallfahrtsortes im Eichsfelde. Heiligenstadt: Delion 1857.
- Eichsfeldische Gebräuche und Sagen (Programm des Katholischen Gymnasiums zu Heiligenstadt, Michaelis 1864), Heiligenstadt: Brunn 1864.
- mit J. Hopf: Eichsfeldische Gebräuche und Sagen (Programm des Katholischen Gymnasiums zu Heiligenstadt, Michaelis 1864), in: Ludwig Herrig (Hg.): Archiv für das Studium der neueren Sprachen und Literaturen, Band 37, Braunschweig: Verlag Westermann 1865, S. 236–237.
- Wider die neue Lehre, dass der Papst unfehlbar sei. Eine Streitschrift, Heiligenstadt: W. Delion 1871.
- Zurückweisung grundloser Beschuldigungen Antwort auf das am Charsamstage gegen mich erlassene Hirtenschreiben des Hochwürdigsten Herrn Bischofs von Paderborn Dr. Konrad Martin, Heiligenstadt: Delion 1871.